# Катт, Анри Александр де
Анри Александр де Катт (фр. Henri Alexandre de Catt; 25 июня 1725, Морж — 23 ноября 1795, Потсдам) — чтец и частный секретарь при Фридрихе Великом.
Родом из Швейцарии, сын кондитера. С 1758 года состоял при Фридрихе Великом, помогая ему в его литературной корреспонденции. В 1780 году внезапно лишился расположения короля. Его дневники за время Семилетней войны составляют ценный источник, но в своих «мемуарах», написанных почти 30 лет спустя и охватывающих 1758—1760 годы, он часто уклоняется от истины. Оба сочинения с критическим разбором были опубликованы Р. Козером в 22-м томе Publikationen aus den königlich preuss. Staatsarchiven (Лейпциг, 1884) и переизданы в новейшее время в Германии на немецком языке: Henri de Catt — Vorleser Friedrichs des Große. Die Tagebücher 1758—1760 (1986) и Friedrich der Große — Gespräche mit Henri de Catt (1981).